# Ali & Gipp
Ali & Gipp est un groupe de hip-hop américain. Il se compose du rappeur Ali de St. Lunatics, et de Big Gipp de Goodie Mob. Le groupe se popularise à l'origine avec la publication du single Grillz de Nelly et Paul Wall. Ils publient leur album collaboratif, Kinfolk, en 2006.

## Biographie
Ali & Gipps se compose des rappeurs Ali (né Ali Jones à Saint Louis, dans le Missouri) membre de St. Lunatics, et Big Gipp (né Cameron Gipp à Atlanta, en Géorgie), membre du groupe Goodie Mob. Ils se popularisent initialement grâce au single Grillz, dans lequel ils posent en featuring de Nelly et Paul Wall. La chanson crédite treize différents artistes et reprend un sample de la chanson Soldier, écrite et jouée par Destiny's Child, T.I. et Lil Wayne. Le single suivant est N Da Pain, avec Nelly en featuring.
St. Lunatics décide de rendre cette collaboration plus sérieuse, et publie donc le single Go 'Head, qui fait d'Ali & Gipp un projet musical officiel en 2006. Le 12 décembre 2006, le groupe publie son premier album studio Kinfolk, au label Derrty Entertainment, en collaboration avec des musiciens et groupes influents tels que David Banner, Three 6 Mafia, et Juvenile. L'album parvient à atteindre la 25e place des R&B Albums et la 174e place du Billboard 200. Ali, président de Derrty Entertainment, explique que l'album se compose de chansons humoristiques, selon lui meilleures que des chansons relatant des problèmes sérieux.

## Discographie

### Album studio
- 2007 : Kinfolk

### Singles
- 2005 : Grillz (featuring Paul Wall, Ali & Gipp) – Extrait de l'album Sweatsuit de Nelly
- 2006 : Go 'Head (featuring Chocolate Tai)
- 2006 : Hard In Da Paint (featuring Nelly)
- 2007 : Almost Made Ya (featuring LeToya)